# Raymond Pétain
Pour les articles homonymes, voir Pétain (homonymie).
Raymond Pétain (Calais, 7 février 1917 - Mort pour la France à Zelzate le 3 juillet 1943) est un militaire français, Compagnon de la Libération. Sous-officier de l'armée de l'air au début de la Seconde Guerre mondiale, il s'engage aux côtés de la France libre et combat en Afrique du nord avant de trouver la mort en mission au-dessus de la Belgique.

## Biographie

### Jeunesse et engagement
Fils d'un employé des PTT, Raymond Pétain naît à Calais le 7 février 1917. De 1930 à 1935, il suit les cours de l'école primaire supérieure et effectue une préparation militaire. Il s'engage dans l'armée de l'air à l'âge de 18 ans et obtient un brevet supérieur de mécanicien avion.

### Seconde Guerre mondiale
Au déclenchement de la Seconde Guerre mondiale, Raymond Pétain est sergent au Bataillon de l'air no 107 et combat lors de la bataille de France. Replié dans la région bordelaise après la défaite française, il entend l'appel du général de Gaulle et s'échappe de la base aérienne de Cazaux le 24 juin 1940 à bord d'un Potez 540 en compagnie de son camarade Edmond Jean.
Parvenu en Angleterre, il s'engage dans les Forces aériennes françaises libres et est affecté au Groupe mixte de combat no 1 commandé par le lieutenant-colonel de Marmier. Après avoir passé son brevet d'observateur en avion, il participe à l'expédition de Dakar puis à la campagne du Gabon.
En décembre 1940, il est affecté au Groupe réservé de bombardement no 1 (GRB1) et participe à la bataille de Koufra en février 1941, se distinguant par la précision de ses bombardements,. Il est ensuite engagé dans les campagnes d'Érythrée et d'Abyssinie. Le GRB1 étant devenu le Groupe de bombardement Lorraine, Raymond Pétain participe dans ses rangs aux campagnes du Fezzan et de Tripolitaine en tant que navigateur. Il s'illustre dans toutes les missions qu'il effectue, notamment le 14 janvier 1942 en détruisant une position de DCA. Il est promu Sous-lieutenant peu après.
Raymond Pétain et le groupe « Lorraine » sont transférés en Angleterre en vue d'être engagés sur le front de l'ouest. Pétain suit un stage de formation et sert un temps au sein du no 226 Squadron de la Royal Air Force avant de retrouver le groupe « Lorraine » en avril 1943. Le 3 juillet 1943, alors qu'il effectue une mission de bombardement sur des usines au nord de Gand, son appareil est touché par la DCA et s'écrase à Zelzate. Mort dans le crash, Raymond Pétain est d'abord inhumé à Gand avant d'être transféré, en 1949, dans le caveau familial du cimetière de Calais.

## Décorations
|  |  |  |  |  |  |
|  |  |  |  |  |  |
|  |  |  |  |  |  |

| Chevalier de la Légion d'honneur                                     | Chevalier de la Légion d'honneur | Compagnon de la Libération          | Compagnon de la Libération          | Médaille militaire                                               | Médaille militaire                                               |
| Croix de guerre 1939-1945                                            | Croix de guerre 1939-1945        | Médaille de la Résistance française | Médaille de la Résistance française | Médaille coloniale avec agrafes "Koufra", "Abyssinie" et "Libye" | Médaille coloniale avec agrafes "Koufra", "Abyssinie" et "Libye" |
| Médaille commémorative des services volontaires dans la France libre |                                  |                                     |                                     |                                                                  |                                                                  |